# Mercè Capdevila i Gaya
Mercè Capdevila i Gaya (Barcelona, 25 de març del 1946) és una pedagoga, pianista i compositora catalana especialitzada en el camps de la música instrumental i electroacústica.

## Biografia
Començà a estudiar música a l'Acadèmia Marshall, i amplià coneixements al Conservatori del Liceu i al Conservatori Municipal de Música de Barcelona, on obtingué l'any 1968 la titulació superior. Posteriorment s'endinsà en el camp de la música electroacústica de la mà del mestre i compositor Gabriel Brncic, al Laboratori Phonos de Barcelona i perfeccionà l'aprenentatge de composició amb Josep Maria Mestres Quadreny, Coriún Aharonián, Carmelo Bernaola, Luis de Pablo i Luigi Nono, amb qui mantingué una llarga correspondència. També assistí a cursos teòrics sobre la música del segle XX impartits per Carles Guinovart. El 1976 va ser becada per la Universitat de Barcelona per assistir al Congrés de la Societat Internacional d'Estudis Musicals (ISME) a Montreux. L'any 1977 va ser nomenada professora de piano al Centre d'Estudis Musicals de Barcelona. L'any 1982 va començar impartir classes seguint el Mètode Maurice Martenot i el Mètode Edgar Williems . Artista interdisciplinària, en paral·lel havia estudiat Arts Plàstiques a l'Escola Massana de Barcelona i amb el professor Edward Mosny al Kunsthand Werk Schule de Pforzheim (Alemanya).
Durant el curs 1993-1994 va ser compositora invitada a l'estudi d'Aaron Copland al School of Music Queens College, de la City University of New York. S'especialitzà en el camp de la creació electroacústica, per bé que també es dedicà a la música mixta i a la instrumental, i participà en muntatges multidisciplinaris que combinaven la música amb la llum, moviment, raigs làser i la veu en recitals poètics. Alguns dels artistes amb què treballà foren Eloi Puig, la pintora Gabriela Vargas, la videoartista Ester Xargay, la dramaturga Eva Hibernia, el poeta Carles Hac Mor, la directora teatral Glòria Rognoni, els compositors Oriol Graus, Eduardo Polonio, l'escriptor Guillermo Ayesa, el pianista Jean Pierre Dupuy, l'actor Javier Palma i Egill Friedlaisson. La seva llista de composicions comprèn més de cent obres entre les quals es troben composicions per a cinta magnetofònica, cinta i sintetitzadors; combinació d'instruments (de vent, corda i teclat) amb electrònica, manipulació de so en temps real, entre d'altres. Ha enregistrat dos discs amb composicions pròpies i ha participat en discos col·lectius. Les seves obres s’han divulgat internacionalment en nombrosos festivals i han estat interpretades, entre altres llocs, al Festival Varadero, a Cuba, a l’Europalia’85 de Bèlgica, al Festival Internacional de Música Contemporània d’Alacant i també al Festival de Musique Expérimentale de Bourges.
Fou membre fundadora de l'Associació de Música Electroacústica d'Espanya (AMEE) i formà part del patronat del Laboratori de Música Electroacústica PHONOS. És membre de l'Associació Catalana de Compositors.

## Obres (selecció)[10]
- ... I Noé s'emborratxà de vi (1978), per a quartet de vent i tecla
- Mene mene tekel uparsin (1979), per a clarinet, viola i piano. El títol fa referència a un fragment del Llibre de Daniel 5, 26-28.
- Miratges (1980), per a piano
- Intermezzo 23 F (1981), per a electroacústica, so de camp i viola (reproducció)
- Eclipsi (1982), per a 4 violoncels
- Deshill holles Eamus (1982), per a electroacústica mixta, sobre textos de l'Ulisses de James Joyce[disc 1]
- Gramatges (1983), electroacústica mixta[disc 2]
- Voltes al sol (1984), electroacústica mixta[disc 2]
- Primer artifici (1985), electroacústica mixta[disc 2]
- De la Randa, flauta, oboè, clarinet en si b, fagot, trompa, percussió, arpa, violí, viola i violoncel, (1986).[disc 2]
- D'un castell a l'altre (1989), música per a l'escena
- Vares d'ivori (1990), per a grup instrumental[disc 1]
- Alegries de comèdia (1991), per a electroacústica mixta i claqué (reproducció)
- Nu (1990), electroacústica mixta (reproducció)[disc 3]
- Zoom (1995), per a piano solista
- Quadrar el cercle (1996), música per a l'escena, veu i electroacústica mixta
- Fons de mar (2000), per a electroacústica mixta (reproducció)
- Corn d'or, clarinet, violí, violoncel i contrabaix, (2003).
- El secret de les oques, piano i saxòfon soprano, (2004).
- Poema a Juan Barja (2006), amb lletra de Juan Barja
- Matèria en brut (2007), encàrrec del Centro Difusión de Música Contemporánea, música radiofònica
- Arc-quitectures (2008), per a tres veus a cappella (reproducció)
- A Chillida (2009), electroacústica mixta[disc 1]
- Vostès ja em perdonaran (2011), obra per a piano dedicada a l'escultor Manolo Hugué[11]

### Enregistraments
1. 1 2 3  DC  Zas, música vertical.  Sabadell: Ars Harmònica, 2006.
2. 1 2 3 4  DC Solars Vortices (interpretació); Dupuy, Jean Pierre (director). Seleccions Mercè Capdevila.  Barcelona: AudioVisuals de Sarrià, 1990.
3. ↑  Disc LP Vol ad Libitum (interpretació). Compositors de Barcelona I.  Barcelona: Dino classics, 1991.